# Contea di Lane (Oregon)
La contea di Lane (in inglese, Lane County) è una contea dello Stato dell'Oregon, negli Stati Uniti. La popolazione al censimento del 2000 era di 322 959 abitanti. Il capoluogo di contea è Eugene.

## Geografia
La contea si trova nella parte occidentale dello Stato e si affaccia sull'Oceano Pacifico. Il territorio è estremamente diversificato. Lungo la costa ci sono dune, estuari, zone paludose e foreste. Muovendosi verso est, il territorio diventa montuoso nella Catena Costiera Pacifica. Qui scorre il fiume Siuslaw. Al centro si trova la Willamette Valley e a est si estende la Catena delle Cascate. La valle è caratterizzata da boschi e terreni agricoli. Diversi fiumi e torrenti scorrono nella contea.
A Eugene ha sede l'Università dell'Oregon.

### Contee confinanti
- Contea di Lincoln - nord
- Contea di Benton - nord
- Contea di Linn - nord-est
- Contea di Deschutes - est
- Contea di Klamath - sud-est
- Contea di Douglas - sud

## Storia
La contea fu istituita nel 1851 e fu chiamata così in onore del generale Joseph Lane.

## Comuni

### Cities
- Coburg
- Cottage Grove
- Creswell
- Dunes City
- Eugene (capoluogo)
- Florence
- Junction City
- Lowell
- Oakridge
- Springfield
- Veneta
- Westfir